# Iarova Slobidka, Dunaiivți
Iarova Slobidka (în ucraineană Ярова Слобідка) este un sat în comuna Mala Kujelivka din raionul Dunaiivți, regiunea Hmelnîțkîi, Ucraina.

## Demografie
Componența lingvistică a localității Iarova Slobidka
     Ucraineană (99,66%)
Conform recensământului din 2001, majoritatea populației localității Iarova Slobidka era vorbitoare de ucraineană (99,66%), existând în minoritate și vorbitori de alte limbi.